# Sparkassen-Arena (Göttingen)
Die Sparkassen-Arena ist eine Mehrzweckhalle in der niedersächsischen Universitätsstadt Göttingen. Sie wird hauptsächlich vom Basketballverein BG Göttingen als Spielstätte und von den Schülern des angrenzenden Otto-Hahn-Gymnasiums für den Schulsport genutzt. Zu Basketballspielen bietet sie 3447 Zuschauern Platz, wovon 2078 Sitzplätze sind.

## Geschichte
Die 2011 eröffnete Halle ist der Nachfolger der ehemaligen Godehardhalle, nachdem man sich gegen eine grundlegende Sanierung der alten Halle und für einen Neubau entschied. Sie befand sich ebenfalls auf dem Schützenplatz. Der Entwurf der Sportstätte stammt von der Goldbeck West GmbH.
Vor Beginn der Bauarbeiten wurde auf dem Gelände eine Bombe aus dem Zweiten Weltkrieg entdeckt, welche entfernt werden musste. Bei der versuchten Entschärfung dieser Bombe explodierte diese am 1. Juni 2010, wodurch drei Mitarbeiter des Kampfmittelbeseitigungsdienstes Niedersachsen ums Leben kamen. Im Gedenken an diese Mitarbeiter wurde eine Plakette im Foyer der Arena angebracht.
Die Halle wurde im Passivhaus-Standard PHPP errichtet, d. h., dass die Halle einen sehr geringen primären Energiebedarf hat. Darüber hinaus wird durch eine gute Dämmung und Isolierung Wärme zurückgewonnen. Die Sparkassen-Arena war eine der ersten Hallen in Deutschland, die diesen Standard erfüllt.

## Weitere Veranstaltungen
Wie bereits in der Godehardhalle wird auch in der Sparkassen-Arena das Fußball-Hallenturnier um den Pokal des Oberbürgermeisters ausgetragen. Der Ausrichter dieses Turniers sind die beiden Fußballvereine SVG Göttingen und FC Grone.
Der Northeimer HC trug 2019 die erste und zweite Runde des DHB-Pokals aus. Gegner in der ersten Runde des Handballpokals war der SC Magdeburg. Außerdem traf im Final-Four-Modus der Handball Sportverein Hamburg auf den VfL Eintracht Hagen.